# Vrå Højskole
Vrå Højskole (Vrå Folkehøjskole) grundlagdes 1872 i Stenum af Jørgen Terkelsen, men flyttedes i 1890 til Vrå. I 1902 afstod han højskolen til svigersønnerne Jens Bertelsen, der i 1900 blev valgmenighedspræst i Vrå Valgmenighedskirke og landbrugskandidat J. Møller Nørgaard.
I 1934 solgte disse skolen til et andelsselskab, og Cand.theol. Arne Brandt Pedersen blev forstander på højskolen. Skolen blev selvejende i 1954.
Bygningerne er opført i 1890 som en firlænget gård med rødstens hovedbygning. Mod syd i et stokværk med frontispice, de øvrige bygninger, er hvidkalkede i 2 stokværk, udvidet og ændret flere gange. Gymnastiksalen er fra 1922, mens det øvrige er ombygget og suppleret med en lærerbolig i 1951 – 1957 af arkitekter C. V. Hejlesen, Kaj Bundgaard og Niels Gården.
Skolen har haft stor betydning for Vendsyssels åndsliv .
Vrå-udstillingen har til huse i Kunstbygningen i Vrå, som er tæt nabo til Vrå Højskole. De to kulturinstitutioner har historisk tæt tilknytning, siden maleren Svend Engelund i 1942 blev opfordret af højskoleforstander Arne Brandt Pedersen til at hænge sine malerier op i samlingsstuen.